# Белобородов, Иван Фёдорович
Ива́н Фёдорович Белоборо́дов (1909—1985) — директор Ижевского машиностроительного завода с 1956 года, с 1975 по 1980 года генеральный директор Производственного объединения «Ижмаш». Дважды Герой Социалистического Труда.

## Биография
Иван Белобородов начал трудовую деятельность в 1928 году на станции Спас-Деменск Калужской области. По окончании в 1935 году Тульского механического института — работал на Ижевском машиностроительном заводе.
Всю свою трудовую деятельность И. Ф. Белобородов посвятил «Ижмашу». Свой путь на заводе Иван Федорович Белобородов начал в 1935 году — в начале начальником смены, затем начальником мастерской. В период 1938—1952 годов руководил кузнечным цехом.
В 1952 году Иван Федорович был назначен секретарем заводского партийного комитета ЦК КПСС. Через четыре года — директором машиностроительного завода. С 1975 года — генеральный директор производственного объединения «Ижмаш». Благодаря его усилиям были фактически вновь отстроены мотоциклетное, оружейное, станкостроительное, металлургическое производства, завод точной механики, создан автозавод. Были построены спортивные комплексы, больницы, жилые дома, школы, детские сады. Под его руководством на заводе были созданы новые виды продукции. Было освоено производство электровакуумных приборов (магнетронов), налажен выпуск оптических прицелов для оружия.
Депутат Верховного Совета СССР в 1954—1962 годах. Депутат Верховного Совета Удмуртской АССР в 1963—1975 годах. В 1980 году вышел на пенсию.
Скончался 22 августа 1985 года, похоронен на Хохряковском кладбище Ижевска.

## Память
В российском городе Спас-Деменск установлен бюст И. Ф. Белобородова.
После смерти Ивана Фёдоровича по ходатайству заводского коллектива Администрацией Ижевска установлена мемориальная доска на стене дома, в котором И. Ф. Белобородов жил последние годы. Мемориальная доска также установлена и на стене здания заводоуправления «Ижмаша», где трудился Иван Федорович. Принято решение о присвоении имени И. Ф. Белобородова южной набережной Ижевского пруда.

## Награды и звания
- дважды Герой Социалистического Труда (28.07.1966, 12.12.1979)
- 3 ордена Ленина (1957, 28.07.1966, 12.12.1979)
- орден Октябрьской Революции (1971)
- 2 ордена Трудового Красного Знамени (1944, 1974)
- Лауреат премии Совета Министров СССР (1973)